# Anthochlamys
Anthochlamys là chi thực vật có hoa trong họ Amaranthaceae.